# 黄丕烈

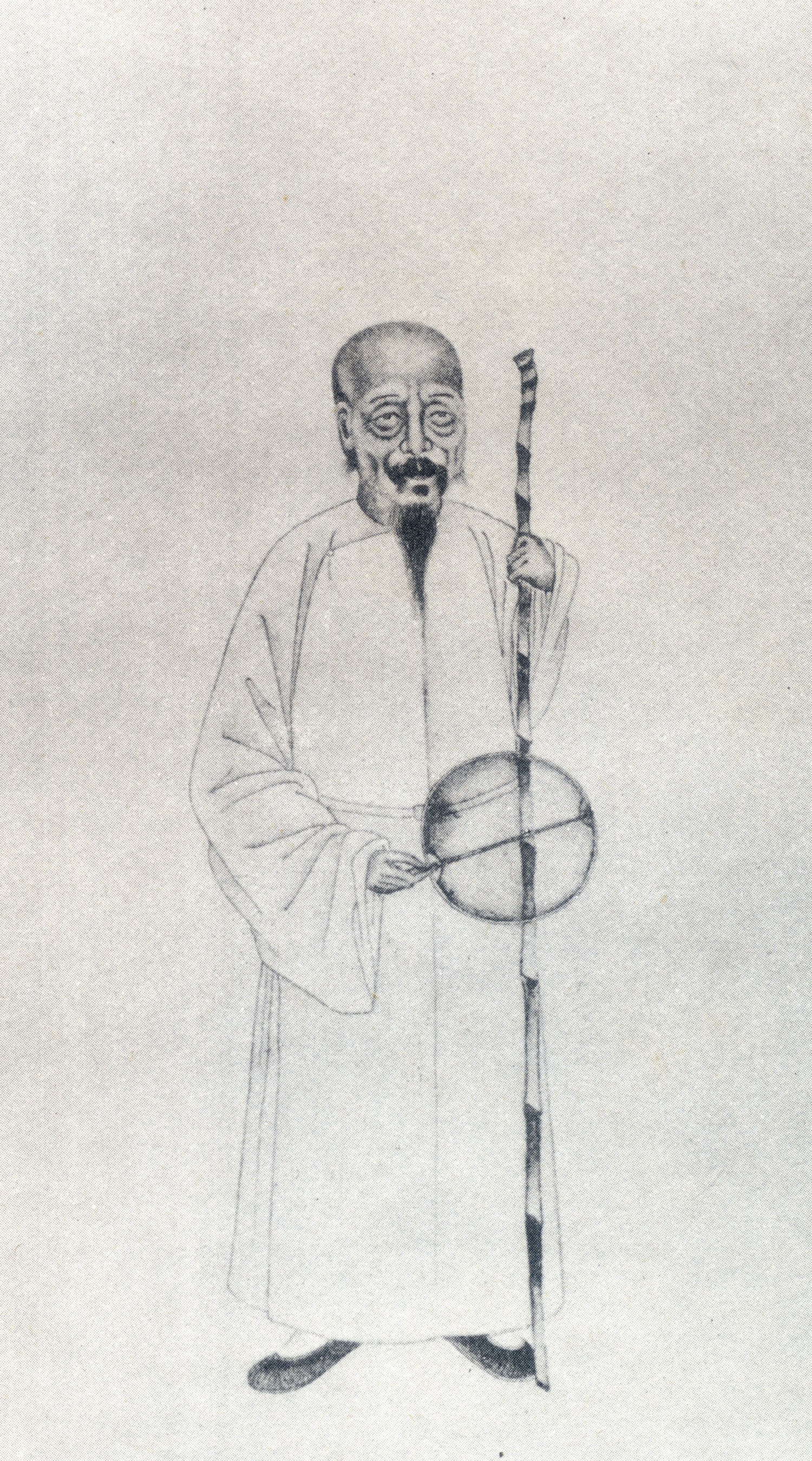
黃丕烈

黃丕烈（1763年—1825年），字蕘圃、承之，號復翁、佞宋主人，江蘇蘇州府吳縣人，清朝藏書家、版本目錄學家。

## 生平

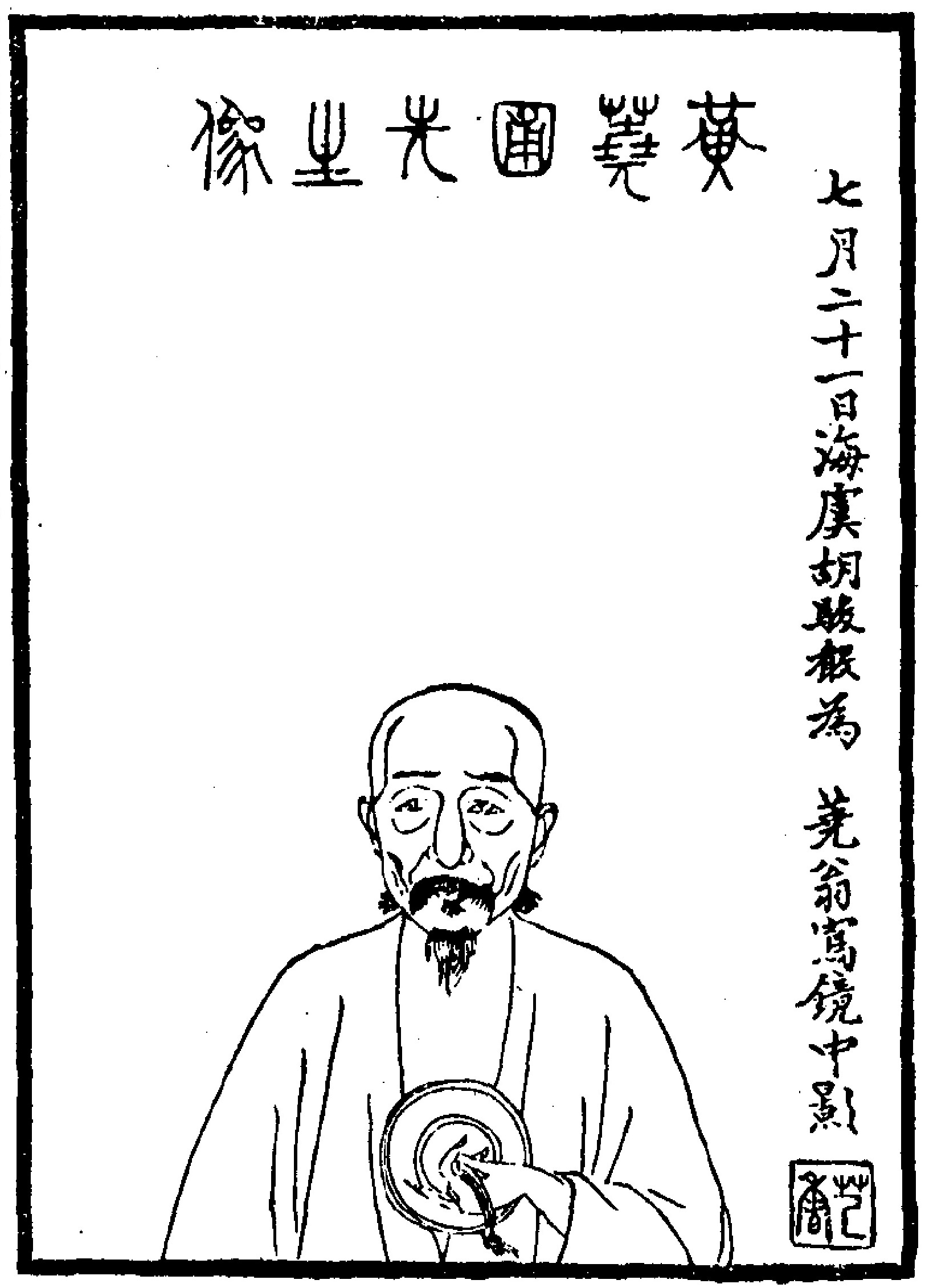
黃丕烈畫像

自幼好學，乾隆五十三年（1788年）戊申恩科江南鄉試舉人，嘉慶六年（1801年）授直隸知縣，不到任，改授兵部主事，不久致仕歸里。好藏書，尤嗜宋本，嘉慶十七年（1812年）已有宋本約二百種，海內稱雄，自號“佞宋主人”，並撰寫大量題跋。顧廣圻詩曰：“翁讀未見根性命，消融名利同渣滓。”
《黃丕烈年譜》稱其藏書始於二十六歲在朱文游家得校本《楚辭》殘本，三十歲時得第一部宋版書《大戴禮記》，此後凡遇善本，不惜重金收購，乾隆五十四年（1789年）從張秋塘取得《天下郡國利病書》原稿。好校書，宋刻《文苑英華纂要》花費十一年，經十一校始成，“積晦明風雨之勤，奪飲食男女之欲，以沈冥其中”，“校書如掃葉拂塵”，自稱“書魔”。
晚年在蘇州玄妙觀察院場開設滂喜園書籍鋪。室名有百宋一廛（宋版書收藏滿一百部）、學耕堂、學圃堂、懸橋小隱等，得北宋版《陶詩》與南宋版《湯氏注陶詩》，以專室藏之，室名“陶陶室”，經其校勘而留下題跋的書約九百種左右，世稱“黃跋”。晚年因生計窘迫，不得不將藏書賣出。道光五年（1825年）卒，身後其藏書幾為海源閣、鐵琴銅劍樓、皕宋樓等收藏。著有《求古居宋本書目》、《蕘圃所見古書錄》、《百宋一廛書錄》、《蕘圃藏書題識》及名垂後世的《士禮居藏書題跋》等。

## 家族
先祖是福建莆田人，十世祖黃秀陸徙居江寧，曾祖黃琅徙居吳縣。

## 評價
- 洪亮吉在《北江詩話》中僅將黃丕烈列入賞鑑家，有意貶低。
- 陳登原《古今典籍聚散考》對其評價甚高，稱“嘉慶中能及時崛起，足以復汲古、絳雲之盛者，則黃丕烈之百宋一廛是也，乾嘉之間藏書史，可謂百宋一廛之時代矣。”